# Lista över fornlämningar i Sala kommun
Lista över fornlämningar i Sala kommun är en förteckning av ett urval av de fornlämningar som finns i Sala kommun.

## Fläckebo
| Namn                                  | Lämningstyp     | Tillkomsttid | Historisk indelning   | Plats                                   | Läge                 | ID-nr          | Bild                                      |
| ------------------------------------- | --------------- | ------------ | --------------------- | --------------------------------------- | -------------------- | -------------- | ----------------------------------------- |
| Vs 23 (Fläckebo 2:1)                  | Runristning     |              | Fläckebo, Västmanland | Gussjö                                  | 59.891222, 16.375648 | 10228200020001 | Ladda upp en bild av detta fornminne      |
| Fläckebo 2:2                          | Hällristning    |              | Fläckebo, Västmanland |                                         | 59.891222, 16.375648 | 10228200020002 | Ladda upp en bild av detta fornminne      |
| Odendisastenen / Vs 24 (Fläckebo 4:1) | Runristning     |              | Fläckebo, Västmanland | Hassmyra (nu hembygdsgården i Fläckebo) | 59.873053, 16.341378 | 10228200040001 | Ladda upp en till bild av detta fornminne |
| Fläckebo 6:1                          | Gravfält        |              | Fläckebo, Västmanland |                                         | 59.853883, 16.323205 | 10228200060001 | Ladda upp en bild av detta fornminne      |
| Braheholmen (Fläckebo 8:1)            | Slott/herresäte |              | Fläckebo, Västmanland |                                         | 59.868614, 16.307883 | 10228200080001 | Ladda upp en bild av detta fornminne      |
| Månsboborgen (Fläckebo 10:1)          | Fornborg        |              | Fläckebo, Västmanland |                                         | 59.824306, 16.292906 | 10228200100001 | Ladda upp en bild av detta fornminne      |
| Fläckebo 21:1                         | Stensättning    |              | Fläckebo, Västmanland |                                         | 59.885768, 16.319003 | 10228200210001 | Ladda upp en bild av detta fornminne      |
| Fläckebo 26:1                         | Stensättning    |              | Fläckebo, Västmanland |                                         | 59.854778, 16.351731 | 10228200260001 | Ladda upp en bild av detta fornminne      |
| Fläckebo 30:1                         | Stensättning    |              | Fläckebo, Västmanland |                                         | 59.863653, 16.341388 | 10228200300001 | Ladda upp en bild av detta fornminne      |
| Fläckebo 35:1                         | Stensättning    |              | Fläckebo, Västmanland |                                         | 59.848677, 16.302171 | 10228200350001 | Ladda upp en bild av detta fornminne      |
| Fläckebo 35:2                         | Stensättning    |              | Fläckebo, Västmanland |                                         | 59.848689, 16.302364 | 10228200350002 | Ladda upp en bild av detta fornminne      |
| Fläckebo 40:1                         | Stensättning    |              | Fläckebo, Västmanland |                                         | 59.886705, 16.362774 | 10228200400001 | Ladda upp en bild av detta fornminne      |
| Fläckebo 47:1                         | Stensättning    |              | Fläckebo, Västmanland |                                         | 59.912247, 16.402124 | 10228200470001 | Ladda upp en bild av detta fornminne      |
| Fläckebo 60:1                         | Gravfält        |              | Fläckebo, Västmanland |                                         | 59.861339, 16.339018 | 10228200600001 | Ladda upp en bild av detta fornminne      |
| Fläckebo 63:1                         | Hällristning    |              | Fläckebo, Västmanland |                                         | 59.817490, 16.340632 | 10228200630001 | Ladda upp en bild av detta fornminne      |
| Fläckebo 64:1                         | Stensättning    |              | Fläckebo, Västmanland |                                         | 59.819219, 16.344643 | 10228200640001 | Ladda upp en bild av detta fornminne      |
| Fläckebo 64:2                         | Stensättning    |              | Fläckebo, Västmanland |                                         | 59.819311, 16.344624 | 10228200640002 | Ladda upp en bild av detta fornminne      |
| Fläckebo 65:1                         | Fornborg        |              | Fläckebo, Västmanland |                                         | 59.828532, 16.348422 | 10228200650001 | Ladda upp en bild av detta fornminne      |
| Fläckebo 66:1                         | Stensättning    |              | Fläckebo, Västmanland |                                         | 59.809342, 16.343520 | 10228200660001 | Ladda upp en bild av detta fornminne      |

## Kila
| Namn                     | Lämningstyp  | Tillkomsttid | Historisk indelning | Plats    | Läge                 | ID-nr          | Bild                                      |
| ------------------------ | ------------ | ------------ | ------------------- | -------- | -------------------- | -------------- | ----------------------------------------- |
| Vs 27 (Kila 1:1)         | Runristning  |              | Kila, Västmanland   | Grällsta | 59.851997, 16.533578 | 10229400010001 | Ladda upp en till bild av detta fornminne |
| Kila 6:1                 | Stensättning |              | Kila, Västmanland   |          | 59.916620, 16.449328 | 10229400060001 | Ladda upp en bild av detta fornminne      |
| Kapellbacken (Kila 19:1) | Kyrka/kapell |              | Kila, Västmanland   |          | 59.827652, 16.537501 | 10229400190001 | Ladda upp en bild av detta fornminne      |
| Kila 40:1                | Stensättning |              | Kila, Västmanland   |          | 59.841448, 16.534932 | 10229400400001 | Ladda upp en bild av detta fornminne      |
| Kila 42:1                | Gravfält     |              | Kila, Västmanland   |          | 59.842243, 16.535374 | 10229400420001 | Ladda upp en bild av detta fornminne      |
| Kila 50:1                | Gravfält     |              | Kila, Västmanland   |          | 59.828385, 16.544596 | 10229400500001 | Ladda upp en bild av detta fornminne      |
| Kila 69:1                | Stensättning |              | Kila, Västmanland   |          | 59.825884, 16.559233 | 10229400690001 | Ladda upp en bild av detta fornminne      |
| Kila 166:1               | Stensättning |              | Kila, Västmanland   |          | 59.883988, 16.535024 | 10229401660001 | Ladda upp en bild av detta fornminne      |
| Kila 166:2               | Stensättning |              | Kila, Västmanland   |          | 59.883945, 16.535231 | 10229401660002 | Ladda upp en bild av detta fornminne      |
| Kila 166:3               | Stensättning |              | Kila, Västmanland   |          | 59.883853, 16.535308 | 10229401660003 | Ladda upp en bild av detta fornminne      |
| Kila 172:1               | Hällristning |              | Kila, Västmanland   |          | 59.841210, 16.555367 | 10229401720001 | Ladda upp en bild av detta fornminne      |

## Kumla
| Namn                     | Lämningstyp  | Tillkomsttid | Historisk indelning | Plats | Läge                 | ID-nr          | Bild                                 |
| ------------------------ | ------------ | ------------ | ------------------- | ----- | -------------------- | -------------- | ------------------------------------ |
| Kumla 5:1                | Stensättning |              | Kumla, Västmanland  |       | 59.850798, 16.650525 | 10229700050001 | Ladda upp en bild av detta fornminne |
| Kumla 7:1                | Hög          |              | Kumla, Västmanland  |       | 59.789125, 16.614477 | 10229700070001 | Ladda upp en bild av detta fornminne |
| Kumla 8:1                | Stensättning |              | Kumla, Västmanland  |       | 59.792687, 16.615362 | 10229700080001 | Ladda upp en bild av detta fornminne |
| Kumla 9:1                | Stensättning |              | Kumla, Västmanland  |       | 59.787571, 16.612784 | 10229700090001 | Ladda upp en bild av detta fornminne |
| Kumla 10:1               | Hög          |              | Kumla, Västmanland  |       | 59.796911, 16.648040 | 10229700100001 | Ladda upp en bild av detta fornminne |
| Kumla 11:1               | Stensättning |              | Kumla, Västmanland  |       | 59.798047, 16.645979 | 10229700110001 | Ladda upp en bild av detta fornminne |
| Kumla 11:2               | Stensättning |              | Kumla, Västmanland  |       | 59.797995, 16.645732 | 10229700110002 | Ladda upp en bild av detta fornminne |
| Kumla 11:3               | Stensättning |              | Kumla, Västmanland  |       | 59.797982, 16.644888 | 10229700110003 | Ladda upp en bild av detta fornminne |
| Kumla 25:1               | Hög          |              | Kumla, Västmanland  |       | 59.857929, 16.661343 | 10229700250001 | Ladda upp en bild av detta fornminne |
| Kumla 29:1               | Hög          |              | Kumla, Västmanland  |       | 59.775109, 16.608543 | 10229700290001 | Ladda upp en bild av detta fornminne |
| Kumla 31:1               | Gravfält     |              | Kumla, Västmanland  |       | 59.780968, 16.611668 | 10229700310001 | Ladda upp en bild av detta fornminne |
| Kumla 52:1               | Röse         |              | Kumla, Västmanland  |       | 59.790261, 16.615961 | 10229700520001 | Ladda upp en bild av detta fornminne |
| Kumla 52:2               | Stensättning |              | Kumla, Västmanland  |       | 59.790256, 16.616346 | 10229700520002 | Ladda upp en bild av detta fornminne |
| Kumla 56:1               | Hög          |              | Kumla, Västmanland  |       | 59.791134, 16.641508 | 10229700560001 | Ladda upp en bild av detta fornminne |
| Kumla 56:2               | Hög          |              | Kumla, Västmanland  |       | 59.791192, 16.641773 | 10229700560002 | Ladda upp en bild av detta fornminne |
| Kumla 60:1               | Hög          |              | Kumla, Västmanland  |       | 59.806659, 16.646878 | 10229700600001 | Ladda upp en bild av detta fornminne |
| Skalleråsen (Kumla 65:1) | Röse         |              | Kumla, Västmanland  |       | 59.813237, 16.622358 | 10229700650001 | Ladda upp en bild av detta fornminne |
| Skalleråsen (Kumla 65:2) | Röse         |              | Kumla, Västmanland  |       | 59.813105, 16.622555 | 10229700650002 | Ladda upp en bild av detta fornminne |
| Kumla 72:1               | Hög          |              | Kumla, Västmanland  |       | 59.847659, 16.637042 | 10229700720001 | Ladda upp en bild av detta fornminne |
| Kumla 81:1               | Hög          |              | Kumla, Västmanland  |       | 59.860559, 16.648691 | 10229700810001 | Ladda upp en bild av detta fornminne |
| Gulla grind (Kumla 84:1) | Hög          |              | Kumla, Västmanland  |       | 59.872659, 16.627513 | 10229700840001 | Ladda upp en bild av detta fornminne |
| Gulla grind (Kumla 84:2) | Hög          |              | Kumla, Västmanland  |       | 59.872696, 16.627799 | 10229700840002 | Ladda upp en bild av detta fornminne |
| Gulla grind (Kumla 84:3) | Hög          |              | Kumla, Västmanland  |       | 59.872808, 16.627659 | 10229700840003 | Ladda upp en bild av detta fornminne |

## Möklinta
| Namn                          | Lämningstyp  | Tillkomsttid | Historisk indelning   | Plats                                | Läge                 | ID-nr          | Bild                                      |
| ----------------------------- | ------------ | ------------ | --------------------- | ------------------------------------ | -------------------- | -------------- | ----------------------------------------- |
| Vs 30 (Möklinta 4:1)          | Runristning  |              | Möklinta, Västmanland | Forneby (nu vid Möklinta gammelgård) | 60.088738, 16.539107 | 10230700040001 | Ladda upp en till bild av detta fornminne |
| Möklinta 4:2                  | Runristning  |              | Möklinta, Västmanland |                                      | 60.088739, 16.539106 | 10230700040002 | Ladda upp en till bild av detta fornminne |
| Möklinta 12:1                 | Stensättning |              | Möklinta, Västmanland |                                      | 60.078180, 16.611311 | 10230700120001 | Ladda upp en bild av detta fornminne      |
| Möklinta 13:1                 | Gravfält     |              | Möklinta, Västmanland |                                      | 60.074861, 16.596516 | 10230700130001 | Ladda upp en bild av detta fornminne      |
| Möklinta 14:1                 | Gravfält     |              | Möklinta, Västmanland |                                      | 60.075446, 16.597306 | 10230700140001 | Ladda upp en bild av detta fornminne      |
| Möklinta 15:1                 | Gravfält     |              | Möklinta, Västmanland |                                      | 60.071432, 16.609833 | 10230700150001 | Ladda upp en bild av detta fornminne      |
| Vs 31 (Möklinta 36:1)         | Runristning  |              | Möklinta, Västmanland | Österbännbäck                        | 60.172496, 16.591082 | 10230700360001 | Ladda upp en till bild av detta fornminne |
| Möklinta 159:1                | Minnesmärke  |              | Möklinta, Västmanland |                                      | 60.139230, 16.539734 | 10230701590001 | Ladda upp en till bild av detta fornminne |
| Forsbo kvarn (Möklinta 189:1) | Kvarn        |              | Möklinta, Västmanland |                                      | 60.170993, 16.565935 | 10230701890001 | Ladda upp en bild av detta fornminne      |
| Möklinta 209:1                | Kyrka/kapell |              | Möklinta, Västmanland |                                      | 60.051697, 16.631176 | 10230702090001 | Ladda upp en bild av detta fornminne      |

## Norrby
| Namn        | Lämningstyp  | Tillkomsttid | Historisk indelning | Plats | Läge                 | ID-nr          | Bild                                      |
| ----------- | ------------ | ------------ | ------------------- | ----- | -------------------- | -------------- | ----------------------------------------- |
| Norrby 11:1 | Gravfält     |              | Norrby, Uppland     |       | 59.997397, 16.697050 | 10231000110001 | Ladda upp en bild av detta fornminne      |
| Norrby 46:1 | Stensättning |              | Norrby, Uppland     |       | 59.862190, 16.673385 | 10231000460001 | Ladda upp en bild av detta fornminne      |
| Norrby 46:2 | Stensättning |              | Norrby, Uppland     |       | 59.862066, 16.673507 | 10231000460002 | Ladda upp en bild av detta fornminne      |
| Norrby 46:3 | Stensättning |              | Norrby, Uppland     |       | 59.862087, 16.673233 | 10231000460003 | Ladda upp en bild av detta fornminne      |
| Norrby 47:1 | Gravfält     |              | Norrby, Uppland     |       | 59.861052, 16.666247 | 10231000470001 | Ladda upp en till bild av detta fornminne |

## Sala socken
| Namn                     | Lämningstyp                      | Tillkomsttid | Historisk indelning      | Plats                       | Läge                 | ID-nr          | Bild                                      |
| ------------------------ | -------------------------------- | ------------ | ------------------------ | --------------------------- | -------------------- | -------------- | ----------------------------------------- |
| Sala socken 54:2         | Husgrund, historisk tid          |              | Sala socken, Västmanland |                             | 59.874281, 16.644116 | 10307800540002 | Ladda upp en bild av detta fornminne      |
| Sala socken 81:1         | Byggnadsminne                    |              | Sala socken, Västmanland |                             | 59.563752, 16.370598 | 10307800810001 | Ladda upp en till bild av detta fornminne |
| Vs 29 (Sala socken 82:1) | Runristning                      |              | Sala socken, Västmanland | Sala landsförsamlings kyrka | 59.932021, 16.617582 | 10307800820001 | Ladda upp en till bild av detta fornminne |
| Sala socken 83:1         | Husgrund, förhistorisk/medeltida |              | Sala socken, Västmanland |                             | 59.942977, 16.620214 | 10307800830001 | Ladda upp en till bild av detta fornminne |
| Sala socken 83:2         | Husgrund, förhistorisk/medeltida |              | Sala socken, Västmanland |                             | 59.942824, 16.620369 | 10307800830002 | Ladda upp en till bild av detta fornminne |
| Sala socken 83:3         | Husgrund, förhistorisk/medeltida |              | Sala socken, Västmanland |                             | 59.942598, 16.620433 | 10307800830003 | Ladda upp en till bild av detta fornminne |
| Sala socken 83:4         | Husgrund, förhistorisk/medeltida |              | Sala socken, Västmanland |                             | 59.942460, 16.621594 | 10307800830004 | Ladda upp en till bild av detta fornminne |
| Sala socken 83:5         | Husgrund, förhistorisk/medeltida |              | Sala socken, Västmanland |                             | 59.941937, 16.621214 | 10307800830005 | Ladda upp en till bild av detta fornminne |
| Sala socken 130:1        | Husgrund, förhistorisk/medeltida |              | Sala socken, Västmanland |                             | 59.941349, 16.620087 | 10307801300001 | Ladda upp en till bild av detta fornminne |
| Sala socken 130:2        | Husgrund, förhistorisk/medeltida |              | Sala socken, Västmanland |                             | 59.941553, 16.620356 | 10307801300002 | Ladda upp en bild av detta fornminne      |

## Sala stad
| Namn            | Lämningstyp      | Tillkomsttid | Historisk indelning    | Plats | Läge                 | ID-nr          | Bild                                      |
| --------------- | ---------------- | ------------ | ---------------------- | ----- | -------------------- | -------------- | ----------------------------------------- |
| Sala stad 51:1  | Begravningsplats |              | Sala stad, Västmanland |       | 59.907776, 16.584266 | 10231500510001 | Ladda upp en bild av detta fornminne      |
| Sala stad 69:1  | Kvarn            |              | Sala stad, Västmanland |       | 59.552110, 16.361246 | 10231500690001 | Ladda upp en till bild av detta fornminne |
| Sala stad 232:1 | Minnesmärke      |              | Sala stad, Västmanland |       | 59.553307, 16.354835 | 10231502320001 | Ladda upp en till bild av detta fornminne |

## Tärna
| Namn                     | Lämningstyp  | Tillkomsttid | Historisk indelning | Plats | Läge                 | ID-nr          | Bild                                 |
| ------------------------ | ------------ | ------------ | ------------------- | ----- | -------------------- | -------------- | ------------------------------------ |
| Smedsboborg. (Tärna 6:1) | Fornborg     |              | Tärna, Uppland      |       | 59.829358, 16.772285 | 10232800060001 | Ladda upp en bild av detta fornminne |
| Tärna 11:1               | Hällristning |              | Tärna, Uppland      |       | 59.808545, 16.738918 | 10232800110001 | Ladda upp en bild av detta fornminne |
| Tärna 12:1               | Gravfält     |              | Tärna, Uppland      |       | 59.813718, 16.769022 | 10232800120001 | Ladda upp en bild av detta fornminne |
| Tärna 15:1               | Stensättning |              | Tärna, Uppland      |       | 59.830705, 16.703985 | 10232800150001 | Ladda upp en bild av detta fornminne |
| Tärna 15:2               | Stensättning |              | Tärna, Uppland      |       | 59.830790, 16.703668 | 10232800150002 | Ladda upp en bild av detta fornminne |

## Västerfärnebo
| Namn                               | Lämningstyp             | Tillkomsttid | Historisk indelning        | Plats                            | Läge                 | ID-nr          | Bild                                      |
| ---------------------------------- | ----------------------- | ------------ | -------------------------- | -------------------------------- | -------------------- | -------------- | ----------------------------------------- |
| Västerfärnebo 17:1                 | Stensättning            |              | Västerfärnebo, Västmanland |                                  | 60.028191, 16.334885 | 10233100170001 | Ladda upp en till bild av detta fornminne |
| Västerfärnebo 31:1                 | Gravfält                |              | Västerfärnebo, Västmanland |                                  | 59.949952, 16.223900 | 10233100310001 | Ladda upp en bild av detta fornminne      |
| Västerfärnebo 42:1                 | Gravfält                |              | Västerfärnebo, Västmanland |                                  | 59.949162, 16.259405 | 10233100420001 | Ladda upp en bild av detta fornminne      |
| Selpungbacken (Västerfärnebo 43:1) | Gravfält                |              | Västerfärnebo, Västmanland |                                  | 59.951132, 16.276691 | 10233100430001 | Ladda upp en bild av detta fornminne      |
| Vs 32 (Västerfärnebo 47:2)         | Runristning             |              | Västerfärnebo, Västmanland | Prästgården (nu på Gammelgården) | 59.947748, 16.274704 | 10233100470002 | Ladda upp en bild av detta fornminne      |
| Kloberget (Västerfärnebo 48:1)     | Gravfält                |              | Västerfärnebo, Västmanland |                                  | 59.950471, 16.286035 | 10233100480001 | Ladda upp en till bild av detta fornminne |
| Västerfärnebo 61:1                 | Stensättning            |              | Västerfärnebo, Västmanland |                                  | 59.918781, 16.354033 | 10233100610001 | Ladda upp en bild av detta fornminne      |
| Västerfärnebo 325:1                | Husgrund, historisk tid |              | Västerfärnebo, Västmanland |                                  | 60.053920, 16.301791 | 10233103250001 | Ladda upp en bild av detta fornminne      |